# Jürgen Schult
Jürgen Schult (* 11. května 1960, Amt Neuhaus, Dolní Sasko) je bývalý východoněmecký a později německý atlet, světový rekordman v hodu diskem.
6. června 1986 poslal v Neubrandenburgu disk do vzdálenosti 74,08 metrů. Původní světový rekord, který držel od roku 1983 sovětský diskař Jurij Dumčev, vylepšil o úctyhodných 2,22 m. V roce 1988 zvítězil na olympijských hrách v Soulu, v roce 1992 byl v Barceloně druhý. Ještě v roce 1999 získal také stříbrnou medaili na mistrovství světa v Seville. Kariéru zakončil na olympijských hrách v Sydney v roce 2000, když v tehdy svých 40 letech skončil na kvalitním 8. místě. V době kariéry Schult měřil 193 cm a vážil kolem 110 kg.
Od ukončení závodní kariéry pracuje jako trenér. V letech 2001 až 2018 byl trenérem německé mužské reprezentace hodu diskem. 
V roce 1991 antidopingoví aktivisté Brigitte Berendonk a Werner Franke získali vědecké práce výzkumníků z Vojenské lékařské akademie v Bad Saarow, která podporovala program státního dopingu Německé demokratické republiky. Materiály obsahovaly i konkrétní jména sportovců, kteří se tohoto programu účastnili. Mezi těmito byl i Schult, který podle nich užíval v letech 1981 až 1984 vysoké dávky anabolického steroidu Oral Turinabol. V roce Schult 2000 při soudní vyšetřování dopingu vypověděl, že o tomto steroidu Oral Turinabol do roku 1989 vůbec neslyšel a žádného dopingového programu se neúčastnil. To, že steroid i v roce 1986 užíval, uvedl sportovní vědec Lothar Hinz i Schultovi kolegové ze sportovního klubu. Schult se poté přiznal, že při výpovědi lhal a byl za křivou výpověď odsouzen k pokutě ve výši 12 tis. DEM.

## Osobní rekordy
- Hod diskem - 74,08 m. (1986) (světový rekord 1986–2024)